# Cornetto (pâtisserie)
Pour les articles homonymes, voir Cornetto.
 (septembre 2019).
Si vous disposez d'ouvrages ou d'articles de référence ou si vous connaissez des sites web de qualité traitant du thème abordé ici, merci de compléter l'article en donnant les références utiles à sa vérifiabilité et en les liant à la section « Notes et références ».
Le cornetto est une spécialité de confiserie. C'est une spécialité sucrée ou salée. Sa composition est faite de farine, beurre, œufs, sucre et eau, et badigeonnée de jaune d'œuf en surface, pour obtenir une couleur dorée (la dorure). A l'origine il s'agissait du mot italien pour désigner le kipferl autrichien (fait de pâte à brioche), mais aujourd'hui cornetto est le mot utilisé en italie pour désigner le croissant francais fait de pâte levée feuilletée.

## Étymologie
Le nom de cette spécialité est dérivé de sa forme, qui ressemble à deux petites cornes. En allemand le nom vient aussi de sa forme et signifie croissant de lune, tout comme le terme français.

## Origine
La recette du Kipferl s'est étendue en Italie, plus précisément en Vénétie, juste après 1683, en raison de relations commerciales alors intenses entre la république de Venise et Vienne. Ces kipferls ont pris le nom de cornetto en Italie,.
À l'origine le cornetto était fait en pâte à brioche comme le kipferl autrichien.
En France, il faudra attendre le mariage en 1770 entre l'autrichienne Marie-Antoinette et le futur roi Louis XVI pour que la pâtisserie y gagne en popularité. Sa recette fut modifiée par les pâtissiers qui utilisèrent une pâte feuilletée levée et l'appelèrent un croissant. Le chef français Sylvain Claudius Goy enregistre un croissant feuilleté au levain dans son livre de 1915 La Cuisine Anglo-Americaine.[5] Le croissant est devenu populaire en France principalement au XXe siècle. La recette de la pâte feuilletée levée ayant été inventée en France au XVIIIe siècle seulement.
La première recette de croissants en pâte feuilletée levée vient du chef français Sylvain Claudius Goy et devint populaire principalement au XXe siècle.
Aujourd'hui le cornetto est fait en utilisant la méthode française de la pâte feuilletée levée, ce qui en fait une version du croissant français.

## Diffusion et préparation
Le cornetto peut être vide ou fourré de confiture, crème, chocolat, miel, et même fromage et salami.
En Italie, le cornetto est traditionnellement consommé au bar au petit déjeuner, avec un cappuccino.

## Variantes
- Polacca anconitana ou Polonaise d'Ancôme

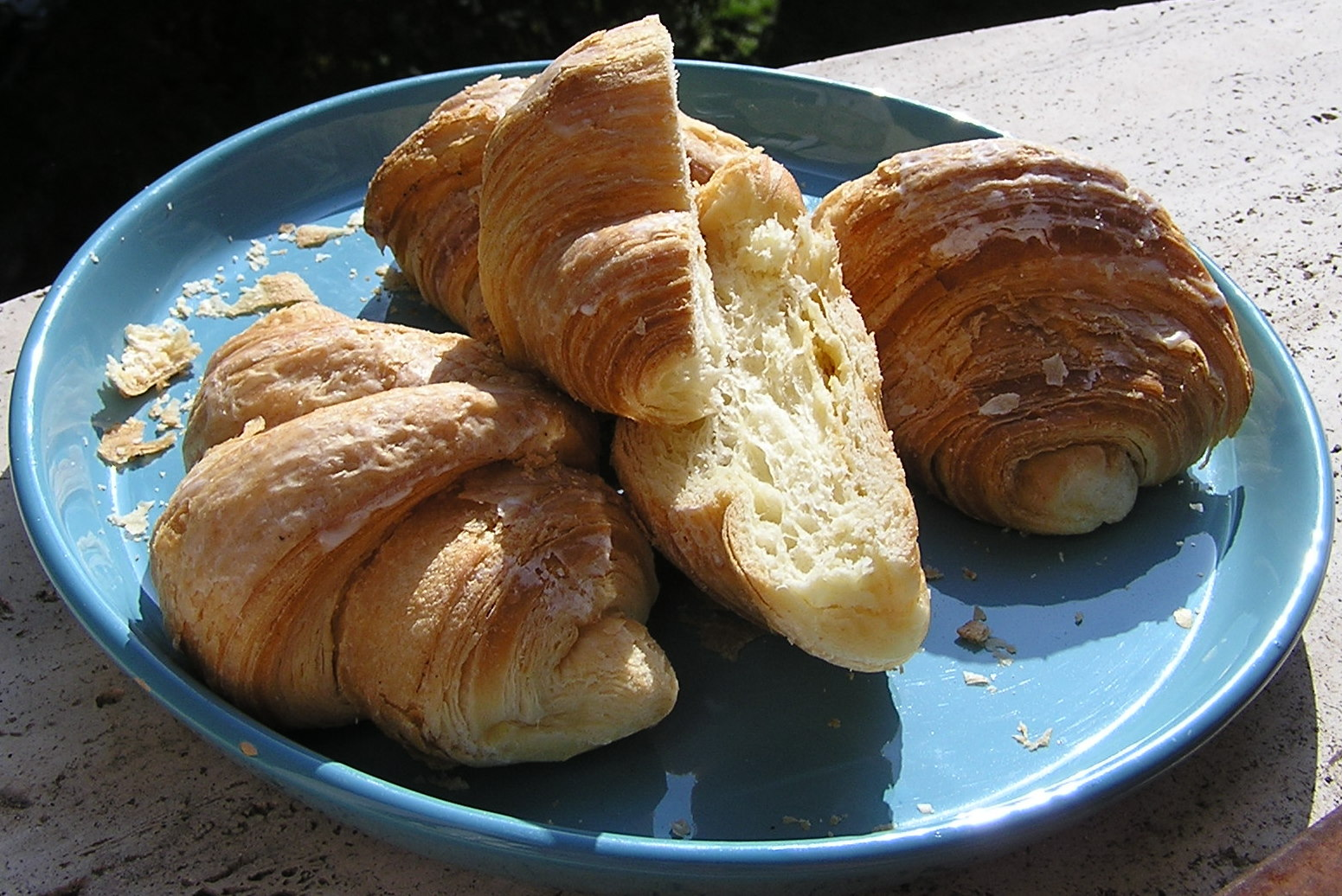
Polonaises d'Ancône.

Typique d'Ancône, le cornetto une forme droite, une pâte jaune formée de trois ronds de pâte, une garniture composée d'une fine couche de massepain, et est recouverte d'un léger glaçage de blanc d'œuf et de sucre. Les dimensions sont plus grandes que celles du croissant classique.
Il doit son nom au fait que les soldats du IIe Corps polonais, qui après la bataille d'Ancône avaient libéré la ville, appréciaient particulièrement cette variante du croissant.
- Polacca aversana ou Haversana polonais

Typique d'Aversa, par une curieuse coïncidence, il porte le même nom (mais pas les mêmes ingrédients, ni la même apparence) que la variante précédente, mais pour des raisons complètement différentes : une religieuse polonaise a donné la recette d'un gâteau typique de son pays à un pâtissier d'Aversano, qui l'a retravaillé en inventant deux bonbons différents : un croissant et un gâteau.
- Cornet de Murat

Le cornet de Murat est une spécialité auvergnate, plus précisément du Cantal. Outre la similarité des ingrédients de base pour sa pâte, il partage avec son cousin italien une grande variété de garniture ainsi que la possibilité d'être servi dans une version sucrée ou bien salée.